# Appalachian Spring
Appalachian Spring è una composizione di Aaron Copland che debuttò nel 1944 e raggiunse una larga popolarità duratura come una suite orchestrale. Il balletto, realizzato per un'orchestra da camera di tredici membri, fu creato su commissione della coreografa e ballerina Martha Graham con fondi della Fondazione Coolidge. Fu presentato per la prima volta lunedì 30 ottobre 1944 alla Library of Congress di Washington DC, con Martha Graham che danzava nel ruolo principale. Le scene furono disegnate dallo scultore americano Isamu Noguchi. Copland fu insignito del Premio Pulitzer per la musica del 1945 per la sua realizzazione.

## Processo di composizione
Nel 1942 Martha Graham ed Elizabeth Sprague Coolidge commissionarono a Copland un balletto con "un tema americano". Copland svolse la maggior parte del lavoro nel 1943/44 e il lavoro fu presentato in anteprima alla Library of Congress il 30 ottobre 1944 con la Graham che danzava nel ruolo principale. Nel 1945 Copland fu incaricato dal direttore d'orchestra Artur Rodzinski di riorganizzare il balletto come una suite per orchestra, preservando la maggior parte della musica. Copland tagliò circa 10 minuti dallo spartito originale con 13 strumenti per realizzare la suite. Dalla prefazione alla pubblicazione originale di Boosey & Hawkes della suite:
La Suite Orchestrale del 1945 fu registrata per la prima volta da Serge Koussevitzky con la Boston Symphony Orchestra. Nel 1954, Eugene Ormandy chiese a Copland di estendere l'orchestrazione alla partitura completa del balletto. Nel 1972 Boosey & Hawkes pubblicò una versione della suite fondendone la struttura con la partitura del balletto originale: doppio quartetto d'archi, contrabbasso, flauto, clarinetto, fagotto e piano. Quindi ci sono quattro versioni di Appalachian Spring, a far data dal 1944 (completa per 13 orchestrali), 1945 (suite orchestrale), 1954 (orchestrale completa) e 1972 (suite per 13 suonatori).
La versione del 1944 fu registrata nel 1991 da Hugh Wolff con la Saint Paul Chamber Orchestra per la Teldec. La versione del 1954 fu registrata da Michael Tilson Thomas e la San Francisco Symphony Orchestra per la RCA Victor nel maggio 1999.
Il balletto originale e la suite orchestrale furono ben accolti. Quest'ultima è stata accreditata come più importante per la popolarità del compositore.
L'ispirazione di Copland arrivò sotto forma di un libro di Edward Deming Andrews, The Gift to be Simple - Songs, Dances and Rituals of the American Shakers, J.J. Augustin; Ripubblicato da Dover. Copland dichiarò che la formulazione del titolo del libro gli era saltata agli occhi immediatamente dopo averlo ricevuto (vedi gli archivi Winterthur). Originariamente Copland non aveva un titolo per il lavoro, riferendosi ad esso semplicemente come a "Balletto per Martha", un titolo semplice e diretto come la melodia Shaker Tis the Gift to be Simple citata nella musica. Poco prima della prima esecuzione, la Graham suggerì Appalachian Spring, una frase di un poema di Hart Crane, The Dance da una raccolta di poesie nel suo libro The Bridge.
|  | The Dance                                     |
|  |                                               |
|  | O Appalachian Spring! I gained the ledge;     |
|  | Steep, inaccessible smile that eastward bends |
|  | And northward reaches in that violet wedge    |
|  | Of Adirondacks!                               |

Poiché compose la musica senza il beneficio di sapere quale sarebbe stato il titolo, Copland era spesso divertito quando la gente gli diceva di aver catturato la bellezza degli Appalachi nella sua musica, un fatto a cui alludeva in un'intervista a Fred Calland dell'NPR. Poco noto è che la parola "primavera" denota una fonte d'acqua nel poema di Crane; tuttavia il poema è un viaggio per incontrare la primavera.

## Trama del balletto
La storia racconta di una celebrazione primaverile dei pionieri americani del XIX secolo, dopo aver costruito una nuova casa colonica in Pennsylvania. Tra i personaggi principali ci sono una sposa, uno sposo, una pioniera, un predicatore e la sua congregazione. Il Los Angeles Times fornisce un riassunto conciso della trama nelle sue transizioni tra le sequenze coreografiche affermando:

## Struttura del pezzo
La suite orchestrale è divisa in otto sezioni. Copland descrive ogni scena in questo modo:
1. Molto lentamente. Introduzione dei personaggi, uno per uno, in una luce soffusa.
2. Veloce/Allegro. Un improvviso scoppio degli archi all'unisono in un arpeggio in La maggiore inizia l'azione. Un sentimento sia euforico che religioso dà la nota dominante a questa scena.
3. Moderato. Duo per la sposa e il suo fidanzato - scena di tenerezza e passione.
4. Abbastanza veloce. Il Revivalista e il suo gregge. Sentimenti folk - suggerimenti di danze in quadrato e violinisti di campagna.
5. Ancora più veloce/Subito Allegro. Danza solista della sposa - presentimento della maternità. Estremi di gioia, paura e meraviglia.
6. Molto lentamente (come all'inizio). Scena di transizione a una musica che ricorda l'introduzione.
7. Calmo e scorrevole/Doppio Movimento. Scene di attività quotidiana per la sposa e suo marito agricoltore. Ci sono cinque variazioni su un tema Shaker. Il tema, cantato da un clarinetto solista, è stato tratto da una raccolta di melodie Shaker compilate da Edward D. Andrews e pubblicate con il titolo "The Gift to Be Simple". La melodia presa in prestito e usata quasi letteralmente è chiamata "Simple Gifts".
8. Moderato - Coda. La Sposa prende il suo posto tra i suoi vicini. Alla fine la coppia è rimasta "tranquilla e forte nella sua nuova casa". Archi smorzati intonano un passaggio corale di preghiera ovattato. La chiusura ricorda la musica d'apertura.

### Temi
1.
2.
3.
4.
5.
6.
7.
8.

### Variazioni
La versione originale del balletto è divisa in 14 movimenti. I movimenti che non compaiono nella suite orchestrale sono principalmente tra il settimo e l'ultimo movimento come variazioni della melodia Shaker Simple Gifts (1848). La seconda variazione opera un trattamento lirico nel registro basso mentre il terzo contrasta nettamente con uno staccato veloce. Le ultime due variazioni di questa sezione usano solo una parte della melodia popolare, prima un'estrazione trattata come una variazione pastorale e poi come una chiusura maestosa. Nel balletto, ma non nella suite, c'è una sezione intermedia che si allontana dalla melodia popolare prima delle ultime due variazioni.

### Melodia Shaker
| Shaker music Musica - - Issachar Bates, Ode to Contentment - Joseph Brackett, Simple Gifts - Wyeth and Hammond, The Humble Heart Lavori ispirati da Simple Gifts - - Air and Simple Gifts - Joel Cohen, Simple Gifts - Aaron Copland, Appalachian Spring - Roger Lee Hall, Simple Gifts-Shaker Dance Song - Lord of the Dance - Old American Songs - Weezer, The Greatest Man That Ever Lived Lavori ispirati da Shakers - - William Coulter, Shaker trilogy - Roger Lee Hall, Four New England Shaker Spirituals - Eric W. Sawyer, The Humble Heart - Kevin Siegfried, Angel of Light |

Conosciuto come "Shaker Melody", "Shaker Song" e "Shaker Hymn", la musica di Copland basata sulle sue variazioni finali era in realtà chiamata Simple Gifts. Questo stesso motivo Shaker è stato utilizzato da Sydney Carter in un inno ampiamente riconosciuto intitolato "Lord of the Dance". Copland pubblicò arrangiamenti indipendenti di questa sezione per band (1958) e orchestra (1967) intitolata Variations on a Shaker Melody.

## Nella cultura di massa
Per molti anni parte del settimo movimento della suite orchestrale è stata usata come musica d'apertura per CBS Reports.